# Wasserturm Hohenbudberg

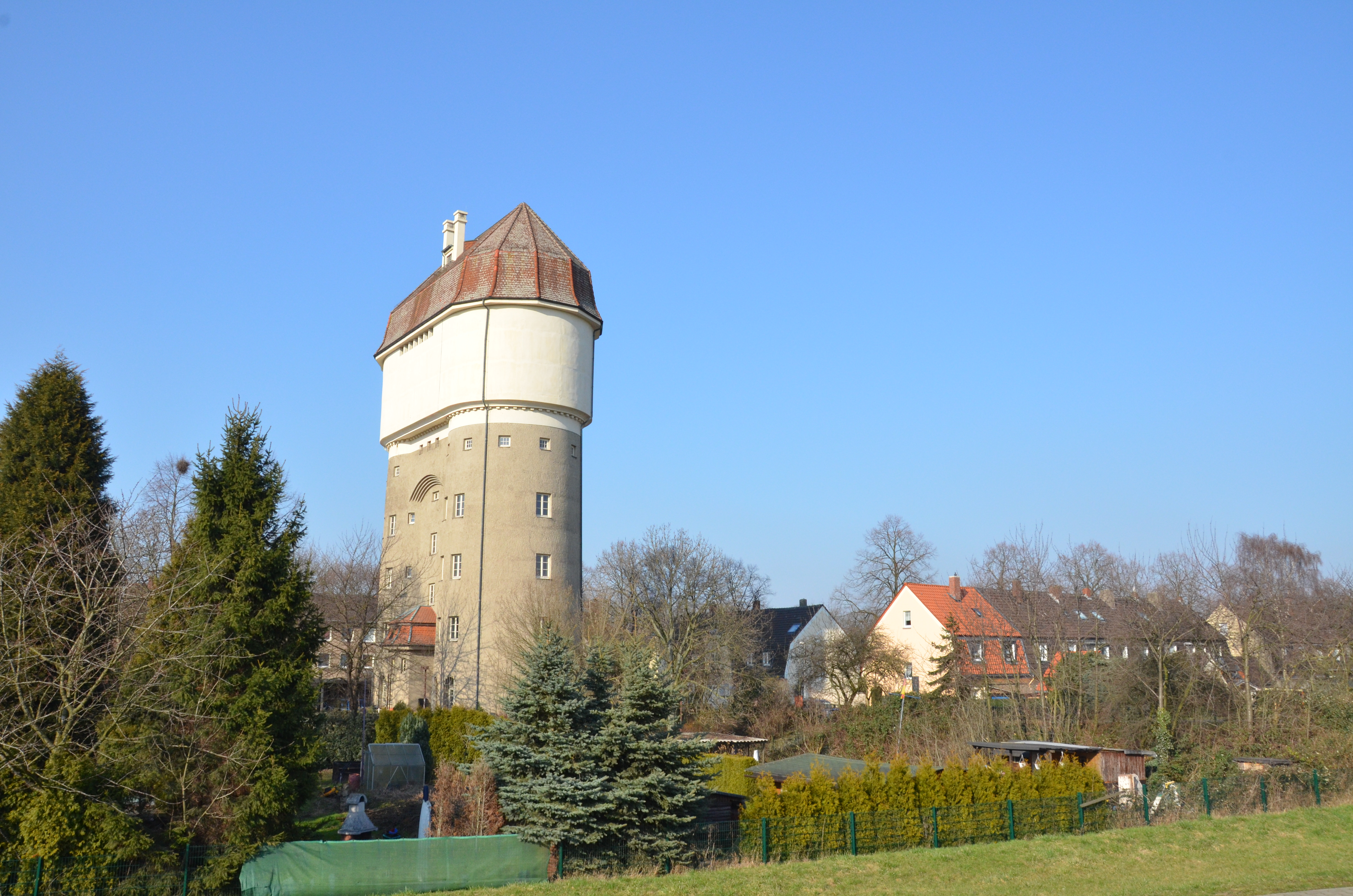
Ansicht von der Rheinaue

Der Wasserturm Hohenbudberg ist ein in Duisburg-Friemersheim an der Grenze zu Krefeld-Hohenbudberg gelegenes Industriedenkmal. Er wurde 1916 von der preußischen Eisenbahnverwaltung zur Versorgung des nahegelegenen Rangierbahnhofs Hohenbudberg errichtet. Er diente der Versorgung der Dampflokomotiven mit Betriebswasser und wurde dafür bis 1964 genutzt. Heute befindet er sich in Privatbesitz und wird als Wohnhaus genutzt.

## Geschichte
Geplant wurde der 35 Meter hohe Doppelwasserturm 1915 von den Münchner Architekten und Bauunternehmern Gebrüder Rank. Neben den Behältern mit insgesamt 1000 Kubikmetern Fassungsvermögen und den dazugehörigen technischen Anlagen wurden auch sechs Wohnungen für die Arbeiter der Bahnanlage eingeplant.
Fertig gestellt wurde der Turm 1916. Die anliegende Eisenbahnersiedlung und der Wasserturm waren bis Mitte des 20. Jahrhunderts für den steten Ausbau des Rangierbahnhofs und für die Entwicklung der Region bedeutsam. Den Zweiten Weltkrieg überstand der Turm trotz der starken Zerstörung des strategisch wichtigen Rangierbahnhofs weitestgehend unbeschadet.
1965 wurde der Wasserturm endgültig außer Betrieb genommen, da das Zeitalter der Dampflokomotiven vorbei war. Die Wohnungen standen seit 1970 leer. Das Gebäude verfiel mit der Zeit und musste aus Sicherheitsgründen gesperrt werden. Es lag bereits ein Antrag auf Abriss vor, als der damalige Landeskonservator vom Rheinischen Amt für Denkmalpflege sein Veto einlegte, um den Wasserturm als technisches Denkmal zu erhalten.
Die Bundesbahndirektion Köln entschied dann 1978, den Turm für den symbolischen Kaufpreis von 1 DM zu verschenken. Der Architekt Harald Jochums übernahm den Turm und sanierte ihn entsprechend der Denkmalvorschriften. Die Instandsetzung erfolgte von 1979 bis 1982.
Die Speicherbehälter mit den Aufgängen blieben erhalten, das Dach wurde neu gedeckt und die Fassade gereinigt. Die fünf Geschosse wurden entkernt und neu hergerichtet. So entstanden auf 550 Quadratmetern Nutzfläche drei Wohnungen sowie Büroräume. Die ehemaligen Pumpen- und Schalterräume wurden zunächst als Kneipe und später als Atelierräume genutzt.
Seit 1985 steht der Wasserturm unter Denkmalschutz und ist unter der Nummer 72 in der Denkmalliste der Stadt Duisburg eingetragen.

## Architektur
Bei der ursprünglichen Planung berücksichtigten die Architekten die wachsende anliegende Siedlung für die Beamten des Rangierbahnhofs, so dass sich der Wasserturm trotz seiner Größe architektonisch in den Baubestand einfügt. Die Eisenbahnsiedlung gilt daher heutzutage insgesamt als Baudenkmal, da sie als eine geschlossene Anlage betrachtet werden kann, auch wenn im Laufe der Jahrzehnte noch Erweiterungen und entsprechende Bauphasen folgten.
Neben der Bedeutung im Rahmen des Gesamtensembles hat der Doppelwasserturm Hohenbudberg architektonisch einen Seltenheitswert. Zum einen aufgrund der zwei Behälter und zum anderen bedingt durch die Konstruktionsweise und die Materialauswahl.
Aufgrund der Bedeutung und des rapiden Wachstums der dazugehörigen Bahnanlagen wurde eine ungewöhnliche Architektur gewählt: Er wurde in Form eines Doppeltanks redundant ausgelegt. So konnte eine lückenlose Versorgung auch während Instandsetzungs- und Reinigungsarbeiten gewährleistet werden.
Im Gegensatz zu anderen Doppeltanks sind diese in einem einzigen Gebäude untergebracht. Die besondere Bedeutung des Doppelwasserturms betonten auch Bernhard und Hilla Becher, die seit Ende der 1950er Jahre europaweit Industriedenkmäler fotografierten. So auch den Wasserturm in Hohenbudberg.
Die beiden aus Stahlbeton gefertigten Behälter liegen im oberen Drittel des Gebäudes. Sie sind nebeneinander angeordnet und haben jeweils 500 Kubikmeter Fassungsvermögen. Sie ruhen auf zwei runden Turmschäften aus Ziegelmauerwerk. Das Dach ist ebenfalls in Stahlbeton ausgeführt. Da Teile der Speicher in den Dachraum eingezogen sind, wirken die beiden Behälter nach außen wie eine Einheit.
Der Keller und die Sockelwände sind aus Stampfbeton und die Geschossdecken aus Hohlsteinen und Beton. In jedem Geschoss sind zur Absicherung Ringanker aus Stahlbeton eingezogen und zwischen Geschoss und Behälter Ziegelmauerwerk.
Durch das weit herunter gezogenes Dach und die Biberschwanzziegeln soll er architektonisch an die umliegenden Häuser anknüpfen.